# Antarktisdrachenfische
Die Antarktisdrachenfische (Bathydraconidae) sind am Bodengrund lebende spitzschnäuzige Raubfische von schlanker Gestalt. Sie leben ausschließlich im Südpolarmeer.

## Merkmale
Antarktisdrachenfische haben einen abgeplatteten Kopf. Allen Arten fehlt die erste Rückenflosse. Sie werden je nach Art, 13 bis 59 Zentimeter lang. Es gibt 45 bis 79 Wirbel und eine oder mehrere Seitenlinien. Die Kiemenmembranen sind zusammengewachsen. Das Maul ist normalerweise nicht vorstülpbar.

## Systematik
Die 17 Arten gehören zu elf Gattungen und nach Untersuchungen Mitochondrialer DNA zu zwei Unterfamilien.
- Unterfamilie Bathydraconinae
  - Akarotaxis

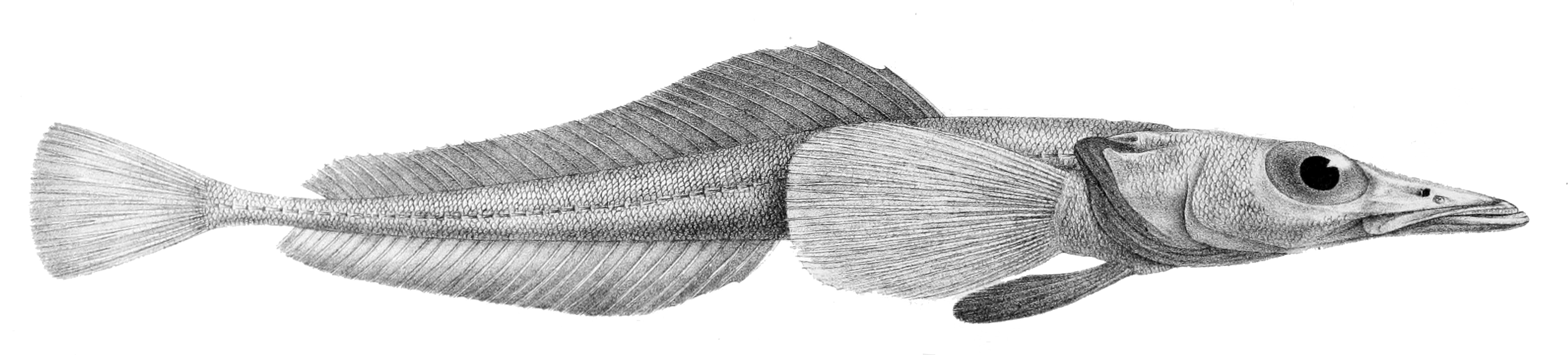
Bathydraco antarcticus

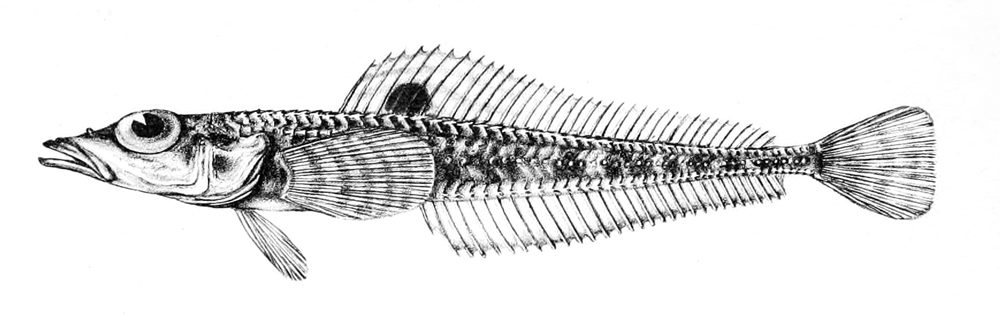
Prionodraco evansii

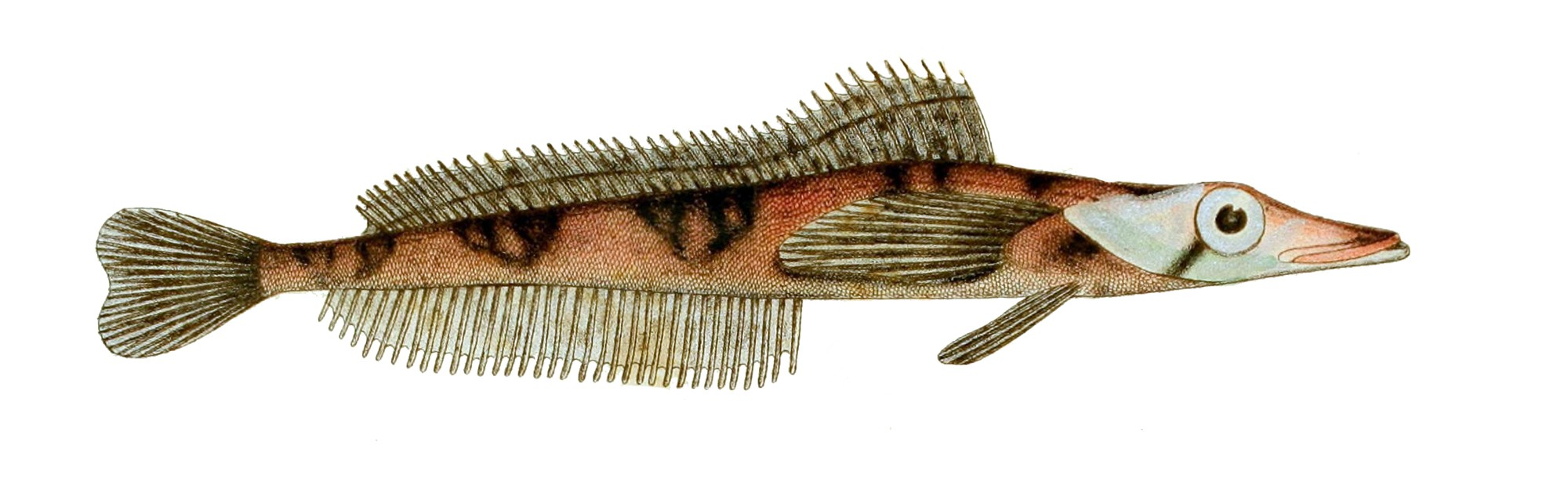
Gerlachea australis

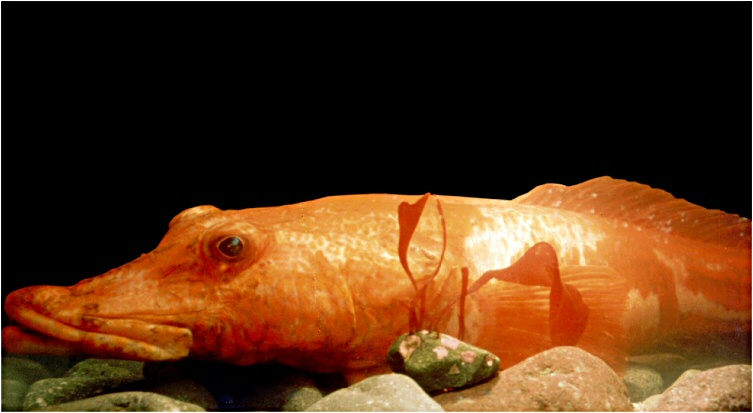
Parachaenichthys charcoti

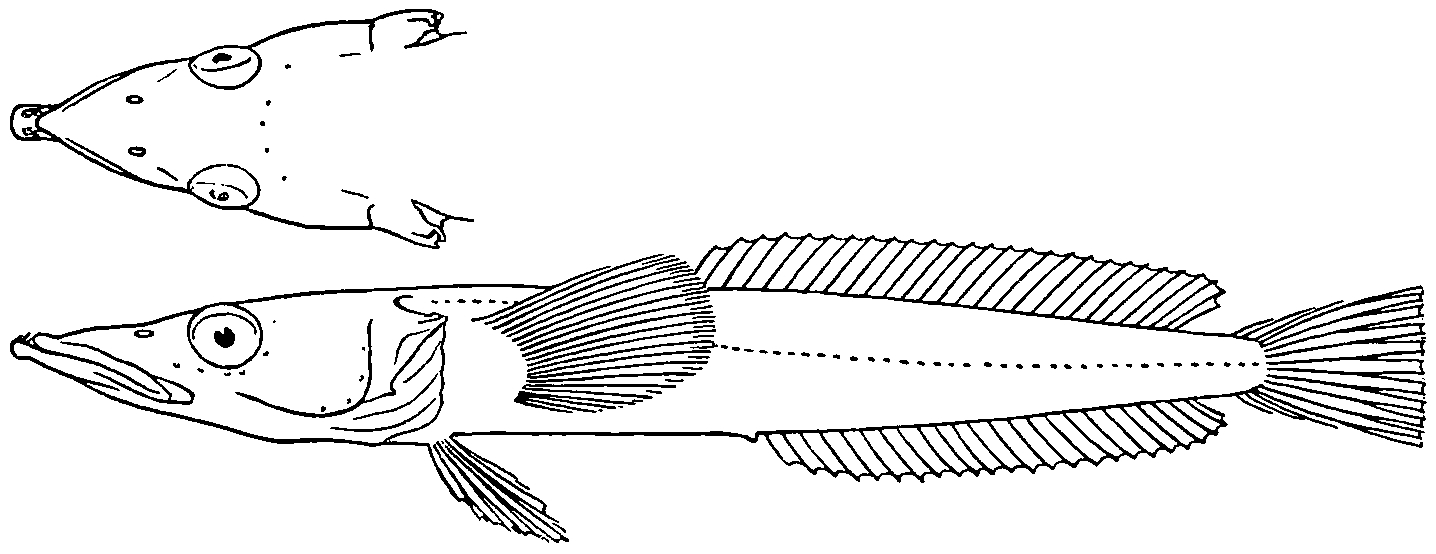
Gymnodraco acuticeps

    - Akarotaxis nudiceps (Waite, 1916).

  - Bathydraco
    - Bathydraco antarcticus Günther, 1878.
    - Bathydraco joannae DeWitt, 1985.
    - Bathydraco macrolepis Boulenger, 1907.
    - Bathydraco marri Norman, 1938.
    - Bathydraco scotiae Dollo, 1906.

  - Cygnodraco
    - Cygnodraco mawsoni Waite, 1916.

  - Gerlachea
    - Gerlachea australis Dollo, 1900.

  - Parachaenichthys
    - Parachaenichthys charcoti (Vaillant, 1906).
    - Parachaenichthys georgianus (Fischer, 1885).

  - Prionodraco
    - Prionodraco evansii Regan, 1914.

  - Racovitzia
    - Racovitzia glacialis Dollo, 1900.
    - Racovitzia harrissoni (Waite, 1916).

  - Vomeridens
    - Vomeridens infuscipinnis (DeWitt, 1964).
- Unterfamilie Gymnodraconinae
  - Acanthodraco
    - Acanthodraco dewitti Skóra, 1995.

  - Gymnodraco
    - Gymnodraco acuticeps Boulenger, 1902.

  - Psilodraco
    - Psilodraco breviceps Norman, 1937.